# Coordinadora Simón Bolívar
La Coordinadora Simón Bolívar (CSB) es un movimiento político comunitario de izquierda venezolano afín al chavismo.

## Antecedentes
Los antecedentes más remotos de esta organización se encuentran en 1989 cuando ocurre el Caracazo. En ese contexto, varios jóvenes de sector 23 de Enero de Caracas fundaron la Asamblea por la Vida para enfrentar los múltiples problemas a través de la participación comunitaria. Posteriormente, le seguiría en la Brigada de Solidaridad con los Pueblo Antonio José de Sucre. Para 1993 se formaría la Coordinadora Cultural Simón Bolívar que con los años se llamaría simplemente Coordinadora Simón Bolívar.

## Historia
El 25 de febrero de 2003, en horas de la madrugada ocurrió un doble atentado terrorista contra la embajada de España y el consulado de Colombia en Caracas que dejaron un saldo de al menos tres heridos. En ambos atentados aparecieron panfletos de las Fuerzas Bolivarianas de Liberación, los cuales también estaban suscritos por la Coordinadora Simón Bolívar. Las octavillas hacían mención al presidente de Colombia, Álvaro Uribe, al secretario general de la Organización de Estados Americanos (OEA), César Gaviria, al expresidente de Estados Unidos, Jimmy Carter, y a su embajador, Charles Shapiro. Los panfletos leían:
«Gaviria, OEA, Carter, CIA. La revolución no necesita de su interesada intervención. El pueblo armado resolverá esta crisis. Nuestros muertos fortalecerán la revolución. La lucha continuará. ¡Fuera!».
Otro de los panfletos decía:
«La hermandad que nos une no puede impedir esta lucha pues están en juego los más altos intereses de ambos países. No podemos permitir que los oligarcas sean los dueños de los intereses del pueblo. Uribe, oligarca fascista; Bolívar vive, la lucha continúa».
Las Fuerzas Bolivarianas de Liberación y la Coordinadora Simón Bolívar negaron la responsabilidad y participación en los hechos, repudiando los atentados y señalándolos como un intento de desestabilización. El 12 de octubre de 2004, Día de la Raza, diversos movimientos y agrupaciones culturales afines al chavismo como la Coordinadora Simón Bolívar, "Juventudes Indígenas" y "Movimientos Populares" realizaron una concentración al frente del Monumento a Cristóbal Colón en el Golfo Triste en Caracas con el objetivo de:
«juzgar a Colón por el genocidio de las poblaciones amerindias hace 500 años».
Después de ser declarado "culpable", la estatua fue condenada a "no ser más idolatrada", y fue derribada de inmediato de su pedestal, fragmentándose en dos piezas al caer desde diez metros de altura. Luego fue bañada en pintura roja y arrastrada hasta el Teatro Teresa Carreño, donde fue colgada y expuesta a los transeúntes. Los presentes solicitaron entonces que se fundiera la estatua y que el bronce se utilizara para crear otra estatua, esta vez de Guaicaipuro. Posteriormente la policía municipal recuperó la escultura, que fue colocada en una comandancia de policía. También fue recuperada la estatua de una india que acompañaba a Colón, que también fue fragmentada en varios pedazos.
En septiembre de 2008 Fernando Soto Rojas y varios miembros de la Coordinadora Simón Bolívar inauguraron una plaza en honor al guerrillero colombiano Manuel Marulanda en la parroquia 23 de enero en Caracas. Este acto originó críticas del gobierno de Álvaro Uribe Vélez, el Senado de Colombia y la oposición venezolana contra el presidente Hugo Chávez, aunque los responsables del acto aseguraron que Chávez no tuvo relación con el mismo.